# Thottea tricornis
Thottea tricornis är en piprankeväxtart som beskrevs av Alexander Carroll Maingay och Joseph Dalton Hooker. Thottea tricornis ingår i släktet Thottea och familjen piprankeväxter. Inga underarter finns listade i Catalogue of Life.